# Oshino
Oshino (忍野村, Oshino-mura) est un village situé dans le district de Minamitsuru, dans préfecture de Yamanashi au Japon.

## Géographie

### Situation

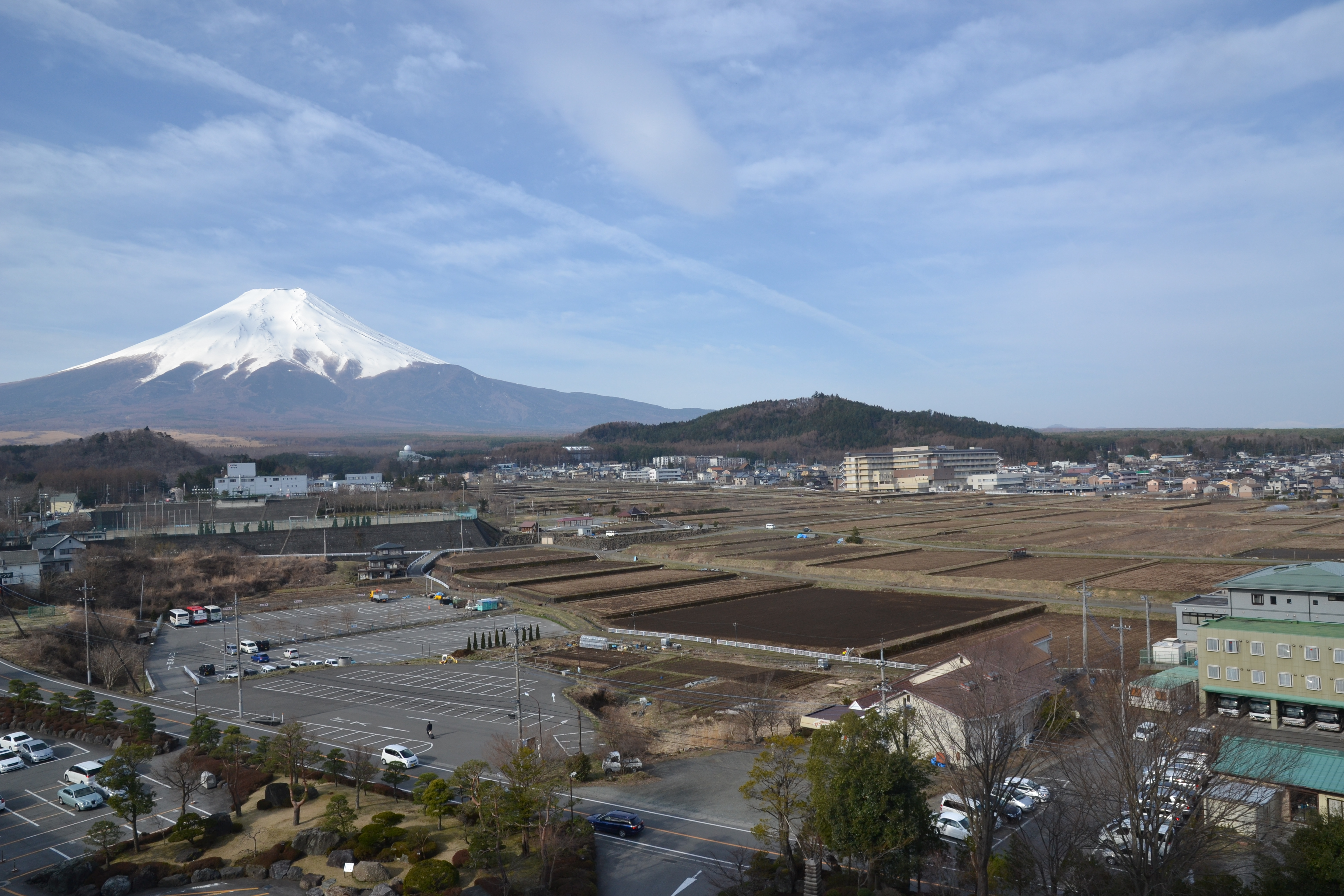
Vue d'Oshino avec le mont Fuji.

Oshino est situé dans le sud-est de la préfecture de Yamanashi, au pied du mont Fuji. Le village est connu pour son eau de source abondante provenant du mont Fuji.

### Municipalités limitrophes
| Fujiyoshida | Fujiyoshida | Tsuru      |
| Fujiyoshida | Oshino      | Tsuru      |
| Yamanakako  | Yamanakako  | Yamanakako |

### Démographie
En 2019, Oshino avait une population de 9 242 habitants répartis sur une superficie de 25,15 km2 (densité de population de 338,25 hab./km2).

### Climat
Oshino a un climat continental humide caractérisé par des étés chauds et humides, et des hivers relativement frais. La température annuelle moyenne est de 9,4 °C. Les précipitations annuelles moyennes sont de 1 804 mm, septembre étant le mois le plus humide.

## Histoire
Le village moderne d'Oshino a été créé le 1er avril 1889.

## Jumelage
Oshino a signé un traité d'amitié avec Charnay-lès-Mâcon en 2013.